# Louise Winter (calciatrice)
Louise Lundsgaard Winter, nata Kristiansen (24 settembre 1987), è una calciatrice danese, centrocampista offensiva del Brøndby.

## Palmarès

### Competizioni nazionali
- Campionato danese: 3

Brøndby: 2014-2015, 2016-2017, 2018-2019
- Coppa di Danimarca: 2

Brøndby: 2014-2015, 2016-2017